# 脇田温泉
脇田温泉（わきたおんせん）は、福岡県宮若市（旧国名筑前国）にある温泉・温泉地。「わいたおんせん」とも呼ばれる。

## 泉質
- 単純温泉[1]
- 源泉温度29℃

## 温泉街

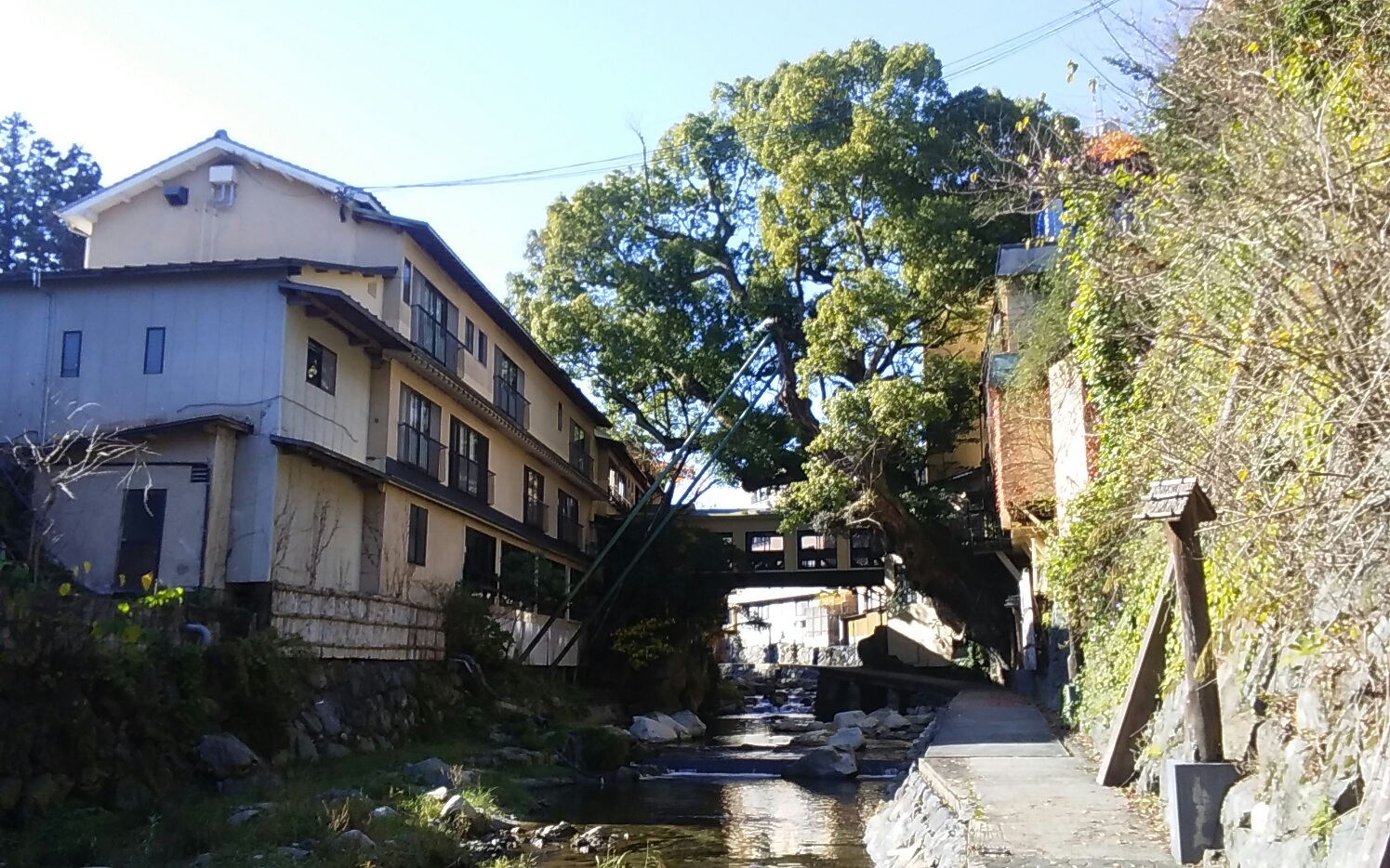
犬鳴川と大楠

宮若市旧若宮町中心部（福丸）から約4km南西、犬鳴峠東麓の犬鳴川沿いに古くからの温泉街が広がり、「楠水閣」「桃源境」「湯原荘」の3軒の旅館のほか、入浴施設として露天風呂「湯乃禅の里」、家族風呂「ひだまり」がある。川沿いには「楽水之径」という遊歩道が設置されており、夏には川遊びをすることもできる。春には、温泉街周辺に桜が咲き誇る。公衆トイレも２ヶ所設置されている。山間の静かなのんびりとした温泉地であり、歓楽的な要素はない。共同浴場はかつて存在したが、現存はしていない（建物は残っている）。
炭鉱で栄えた時代には、歓楽的な店舗も多数あり、ヤマで働く労働者たちで賑わった。
旧来の温泉街内にある宿泊施設・入浴施設のほか、温泉街の北側にはホテルルートインが運営する「ルートイングランティア福岡若宮-脇田温泉-」、温泉街の北東にはトライアルカンパニーが運営する「宮若虎の湯」がある。
近隣には宮若市立吉川小学校が位置していたが2016年に閉校。現在はトライアルカンパニーの運営する店舗「トライアルGO脇田店」「グロッサリアトライアル脇田店」になっている。
温泉街には、酒店、商店、居酒屋、スナック、カフェ、バーなどといった店舗がある。また、吉川駐在所や吉川郵便局もあり、温泉街の近くには黒水神社がある。
2024年8月8日、倉庫カフェ、new wakitaがオープンした。
2025年4月7日、トライアルグループが運営するビジネスホテル、Tsmartがオープンした。

## 歴史
開湯は奈良時代とされる。温泉が湧出する場所の意味から、最初は湧田（わくた）という地名であったが、転じて現在の脇田となった。大伴旅人が大宰府赴任中の天平年間に入湯したと言われている。
江戸時代の筑前国続風土記にも温泉名が登場する。
戦後は北九州市、福岡市の奥座敷として栄えた。筑豊に炭鉱が多く存在した1960年代までは、歓楽街的な温泉地として栄えたが、現在は静かな温泉地に戻っており、立ち寄り湯に訪れる観光客などが多い。

## アクセス

### バス
温泉街の最寄りバス停は「脇田温泉」もしくは「楠水閣前」（JR九州バス直方線）。
- 福岡市から：博多バスターミナルからJR九州バス直方行きに乗車し約1時間。上記バス停で下車。
- 直方市から：JR直方駅前からJR九州バス博多行きに乗車し約50分。上記バス停で下車。

### 自家用車
九州自動車道若宮ICを下車後、県道21号線を福岡方面へ約15分。